# 望来
望来（もうらい）は北海道石狩市厚田区にある地名。
厚田・古潭・発足・聚富と並ぶ、厚田区を形成する5つの地域のひとつである。

## 地名の由来
アイヌ語由来であるが、原義不明となっている。
アイヌ語研究者の永田方正が唱えた説では「モライ」という語が由来であり、これは「モイレ（moire）」（流れが静かで遅い）という意と同義と永田は記述している。
また、山田秀三による別解として「ムナイ（mu-nay）」（塞がる・川）が原義ではないかという解釈もなされている。

## 歴史

### 明治時代
厚田区は江戸時代から漁業、特にニシン漁で栄えてきた地ではあるが、その一方で明治維新以前の農業に関する記録は皆無である。1870年（明治3年）、秋田県鹿角郡古志田村の住人であった村中佐助が、望来の本沢で開墾に着手したことをもって、厚田区の農業の歴史は始まった。
1871年（明治4年）、山形県の庄内地方から14戸45人が望来の本沢中央のあたりに入植する。これは厚田区における最初の集団移住であり、望来村はこの年を開基としている。
1872年（明治5年）、石川県の柴田寅吉、青森県の田中利助らが単独移住する。1874年（明治7年）、南部団体として岩手県と青森県から13個が入植する。
1897年（明治30年）10月、望来小学校設立。
1902年（明治35年）4月、北海道二級町村制施行により、望来村は聚富村・嶺泊村と合併して新しい望来村となる。役場事務については、隣接する厚田村と共同処理することとなり、「厚田村望来村組合役場」が設置された。
1907年（明治40年）4月、望来村は厚田村と合併し、新設された厚田村の一部となる。

### 大正時代以降
1920年（大正9年）、石狩町から知津狩を通り、望来・嶺泊・古潭を経由して厚田まで電柱が建てられたため、望来市街に初めて電灯が点く。市街と言っても30 - 40戸の集落ではあるが、郵便局や巡査派出所が置かれ、商店も数軒建ち並ぶほどに発展していた。また開拓も奥地まで進行しており、本沢正利冠まで定住者がいた。
1930年（昭和5年）ころ、当別から八の沢石油鉱を経由し、春別・正利冠を通って越後沢から本沢を横断、嶺泊から古潭・厚田に向かう送電ルートが新設された。望来市街の電力はこの新ルートから供給されるようになったため、本沢大橋から市街までの民家にも電灯が点くようになった。
1945年（昭和20年）7月15日、アメリカ軍による空襲を受ける。
1947年（昭和22年）4月、望来中学校設立。
1949年（昭和24年）、望来全域に電灯が普及する。
1954年（昭和29年）、本沢の渡辺家の泉から水を引いて4キロメートルの望来簡易水道が設けられたが、夏の渇水時には給水制限せざるを得ないものだった。
1978年（昭和53年）、厚田村簡易水道が引かれる。
2007年（平成19年）3月、望来中学校閉校。
2019年（平成31年）3月、望来小学校は厚田小学校へ統合され、閉校した。

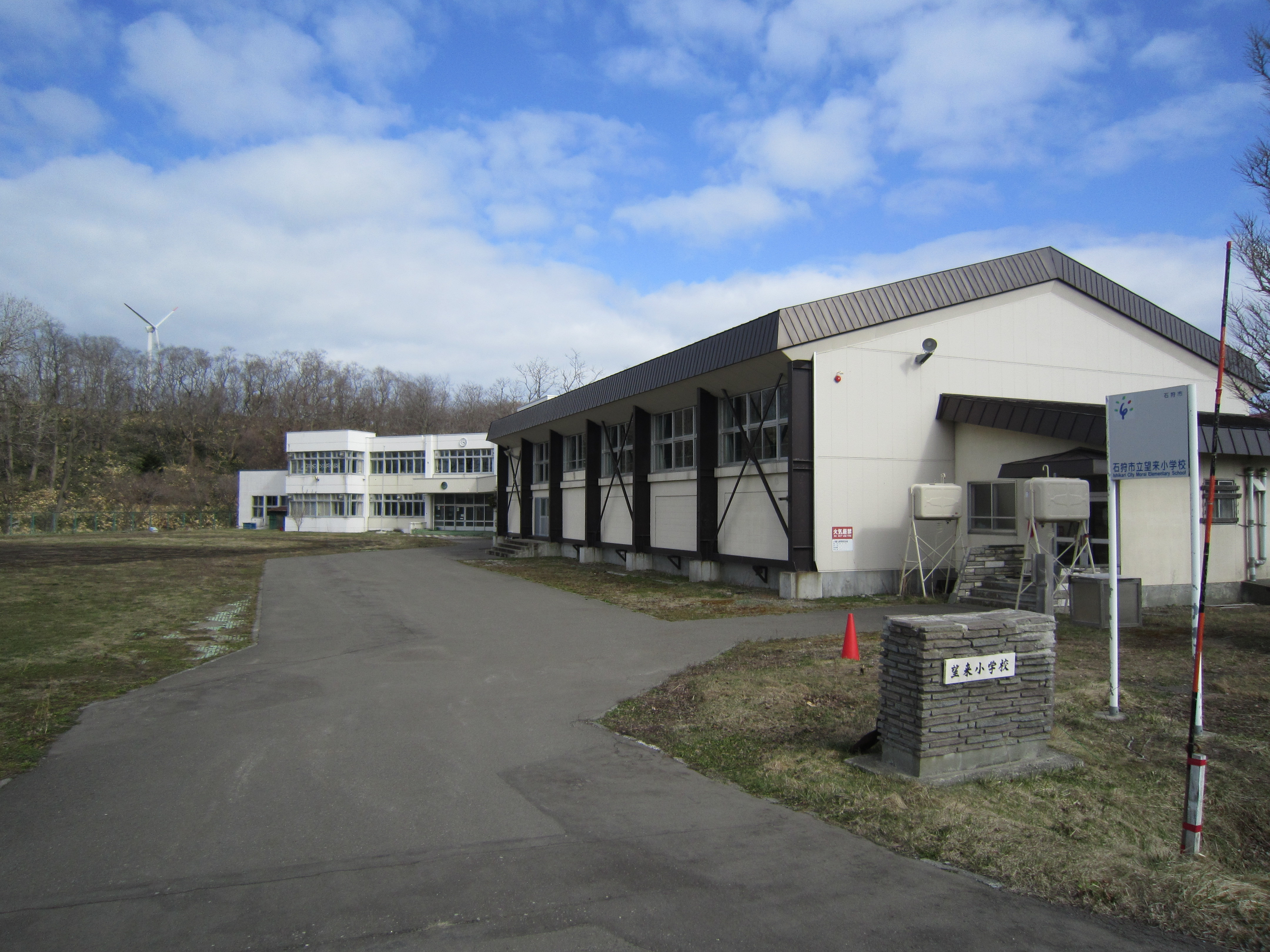
旧・望来小学校
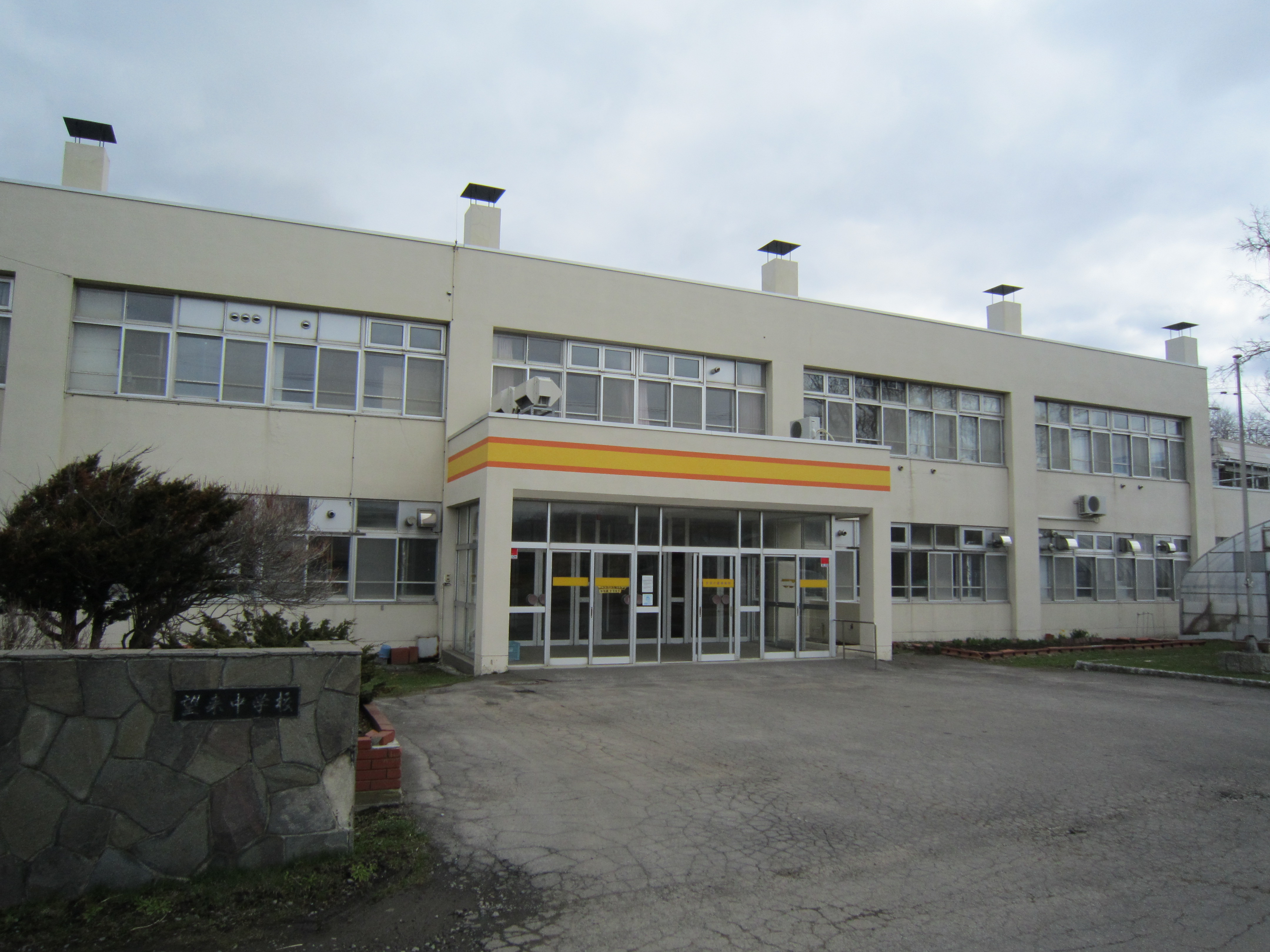
旧・望来中学校

## 望来空襲
太平洋戦争における日本の敗色が濃厚となった1945年（昭和20年）、北海道でも5 - 6月になると釧路や室蘭が頻繁にアメリカ軍の空襲に見舞われるようになっていたが、特に重要な拠点などない望来の人々にとっては遠い場所の話であり、不安を伴いつつも比較的平穏な生活が続いていた。
どんよりとした曇り空の7月15日の朝、小樽の沖合で盛んに飛行機が飛び交う様子が見られ、大きな貨物船が爆沈する光景を高台から眺めながらも、望来の人々はまだ自分たちに被害が及ぶとは考えていなかった。
午後2時5分、数十機のアメリカ軍機が石狩方面から飛来して海岸沿いに厚田方面へ向かい、すぐさま反転して厚田市街と古潭に数発の爆弾を投下した。このとき望来では願誓寺の裏山の頂上に設けられた防空監視哨に哨員が勤務していたが、爆撃で電話回線も電灯線も断絶して通信手段を奪われたため、なすすべがなくなった。そして、望来市街にも数発の爆弾と焼夷弾が落とされた。
焼夷弾の一発は、農協の倉庫に命中して大火災を起こした。農協隣の秋村家は爆弾を受けて倒壊し、秋村文夫は材木の下敷きになりながらも生き延びたが、その場に居合わせた7名は五体がバラバラにちぎれ跳んで死亡した。また、家族を裏の防空壕に避難させた小池は、玄関先で地下足袋を履こうとした瞬間に爆風を吸い込んでしまい、体が風船のように膨れ上がって絶命した。
消火活動のため警報団がポンプを引き出して望来橋に差し掛かったとき、再び来襲したアメリカ軍機が地上に機銃掃射を行った。団員たちは散開して退避したが、吉永松太と相河嘉男の2名が直撃を受けて倒れた。アメリカ軍機は対空防備などない望来の空を悠々と飛び交い、地上からはパイロットが白いマフラーをなびかせ、白い歯をむき出して笑う様さえ見えたという。空襲は正利冠や本沢の方まで及び、牛や馬まで狙って機銃弾を浴びせていった。
約2時間にわたる反復攻撃が収まると望来には静寂が戻ったが、どの家屋もガラス戸が爆風と機銃弾で吹き飛び、道路一面にガラスの破片を敷き詰めたような有様だった。倉庫の火災は消し止められたが、中に山積みされていた米は蒸し焦げとなり、その後何日も異常な臭いを発し続けた。死没者の処置は、とてもその日のうちに済ませることはできなかった。
数日後、望来川河口近くの海辺の掘っ立て小屋で暮らしていた福士兼太郎が行方不明であることが判明。捜索の結果、草むらの中に倒れている福士が発見されたが、鼻は爆片でもぎ取られ、傷口にはウジがたかっており、すでに瀕死の状態だった。福士は札幌の市立病院に搬送されたが、1か月後に死亡した。
7月15日の空襲による望来での死者は、上記11名である。

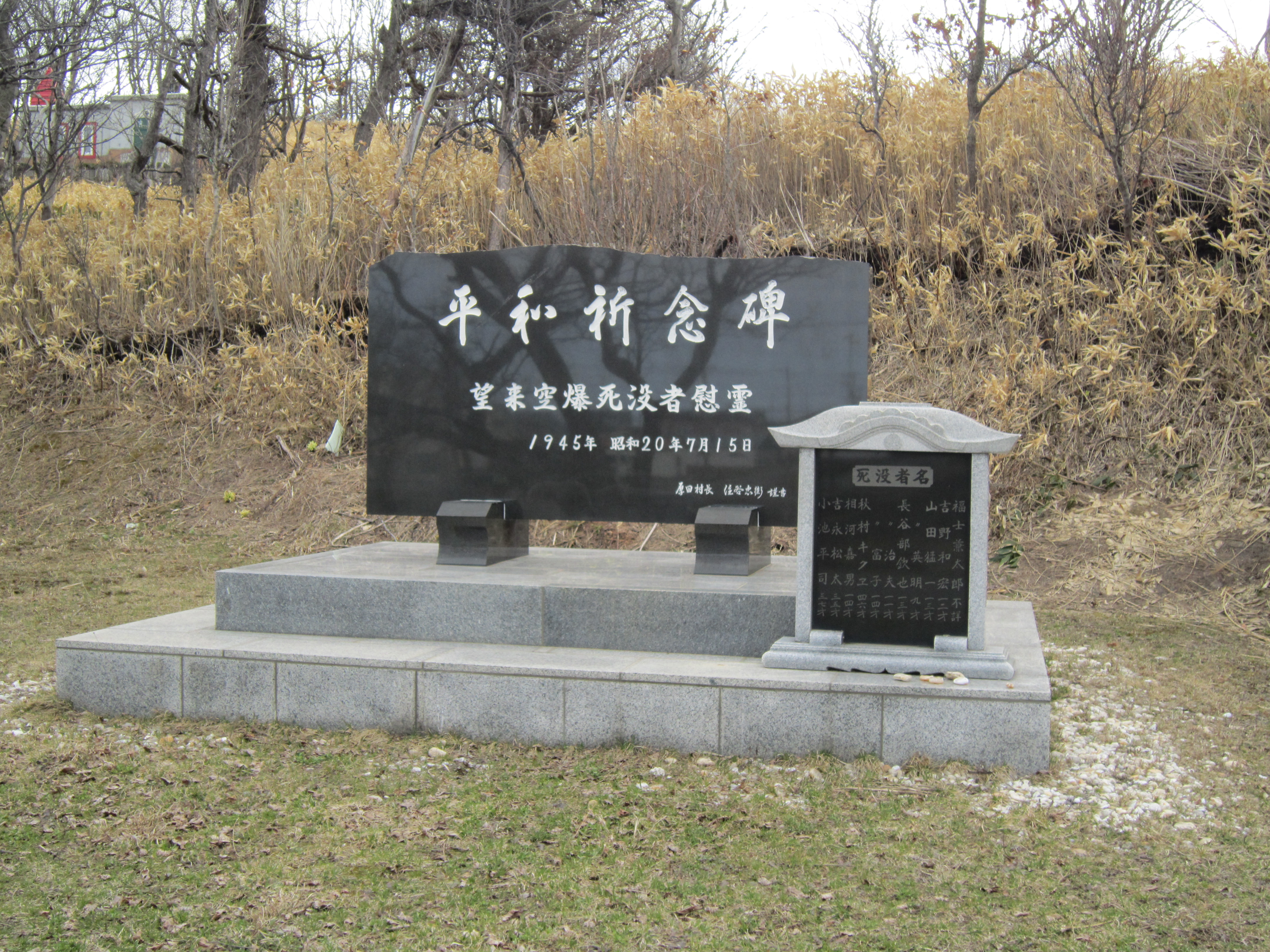
平和祈念碑 望来空爆死没者慰霊

## 望来獅子舞
1930年（昭和5年）、望来神社の移転新築に合わせて、本吉五市郎（旧姓：小島）の指導により獅子舞が始められた。豊作祈願などを目的としており、総勢20名で執り行う大掛かりなもので、全長5メートルの獅子の中には5名が入って舞う。この獅子舞が繰り出されるのは、毎年9月15 - 16日の望来神社祭である。
1970年（昭和45年）、望来獅子舞保存会が設立。1975年（昭和50年）から望来自治連合会より毎年10万円の助成が確立する。1978年度（昭和53年度）より、保存会が厚田村教育委員会に補助金の交付対象団体として認定され、望来獅子舞は郷土芸能として堅実に根付いていった。
1989年（平成元年）、望来中学校の佐藤博志教諭により、小島五市郎の出身地である富山県東砺波郡下原村中野平の調査が行われる。下原村は合併によって利賀村（当時）になっており、利賀村教育委員会に照会したところ、下原地区に1963年（昭和38年）ころまで獅子舞があったことが判明した。そして、送付されたビデオテープの映像により、下原の獅子舞と望来獅子舞は基本的に同一のものであることが明らかとなったのである。

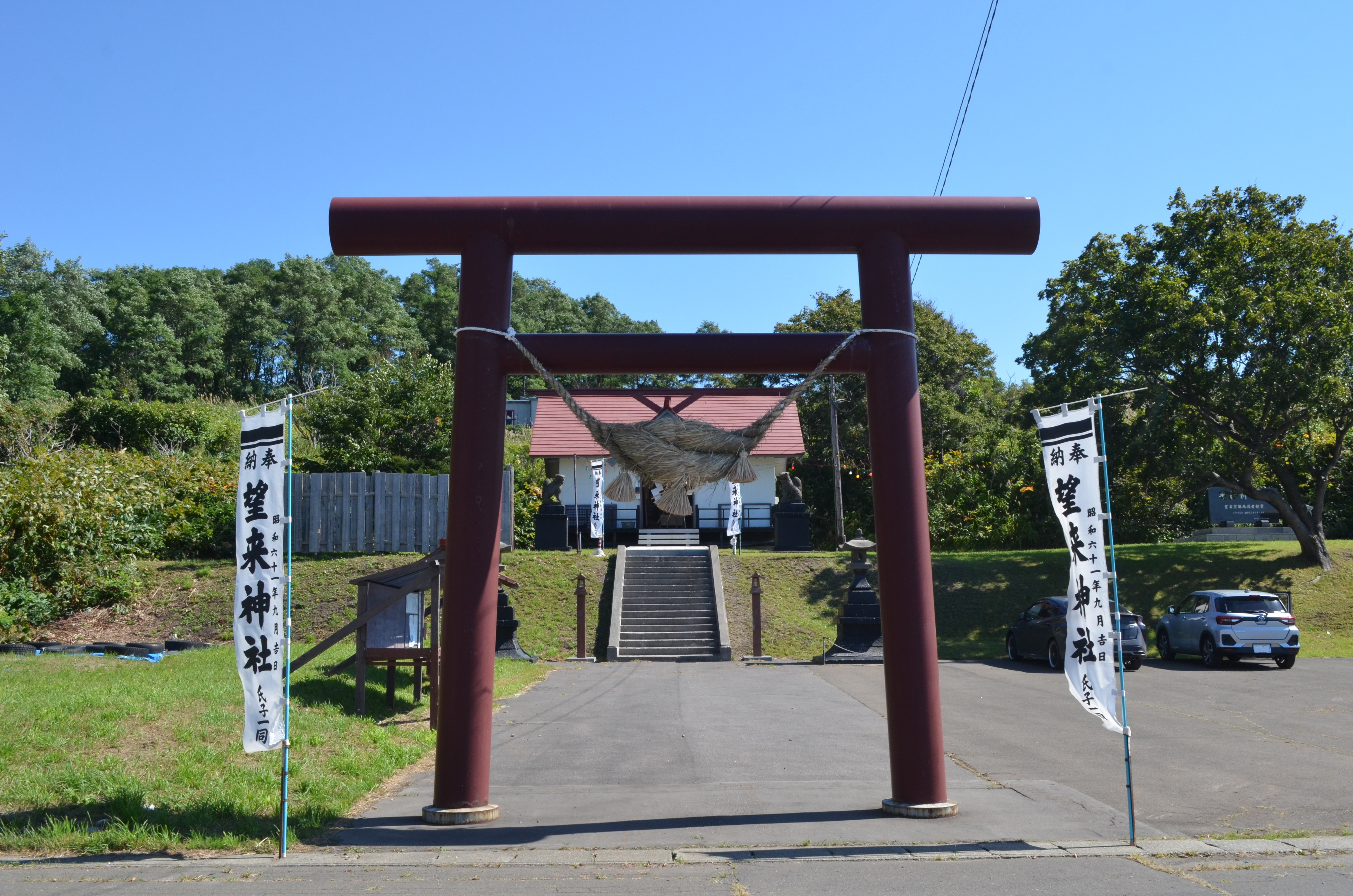
望来神社
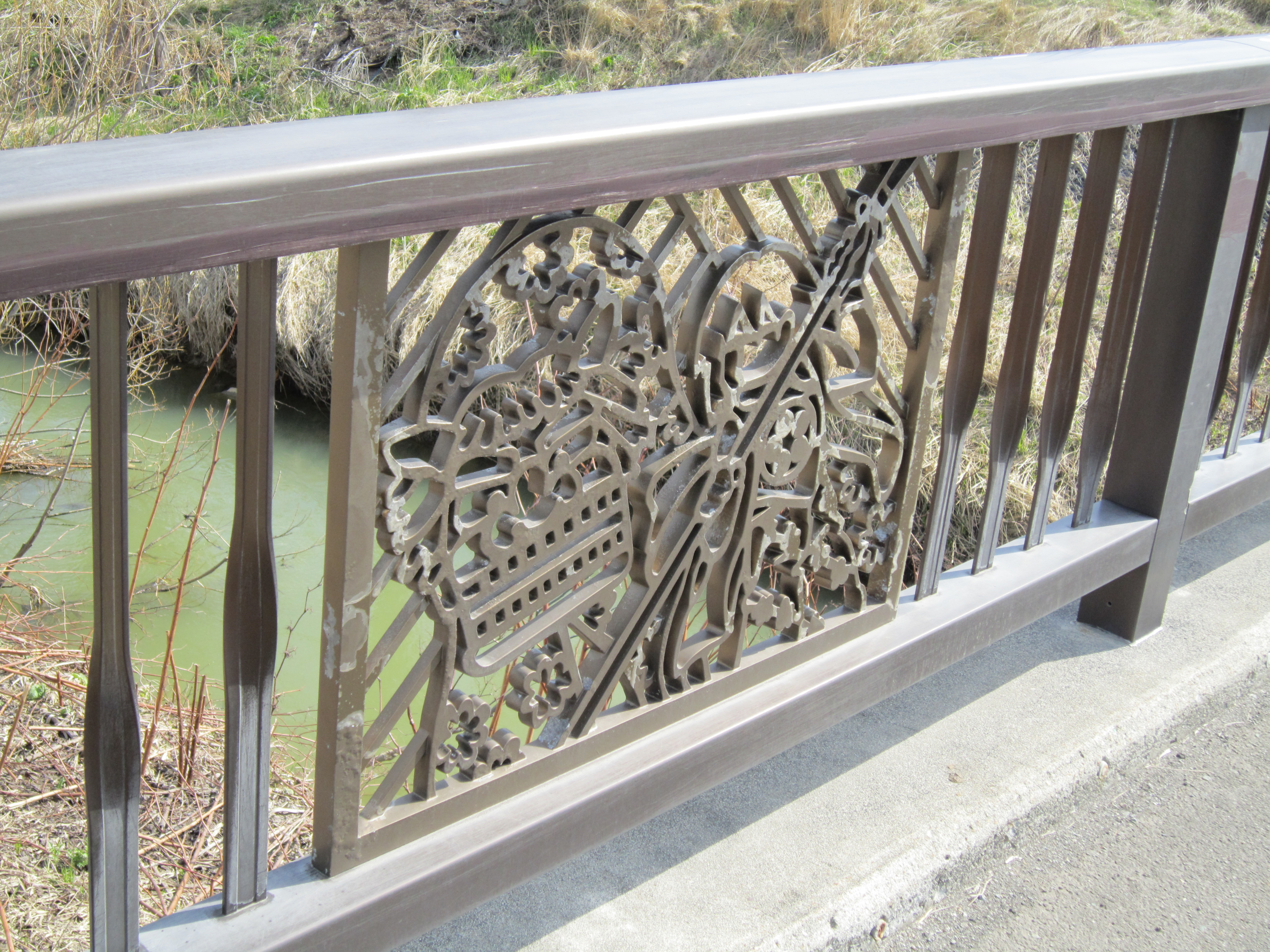
望来獅子橋の欄干。望来獅子舞をかたどった装飾がある